# オリンパス PEN Lite E-PL1

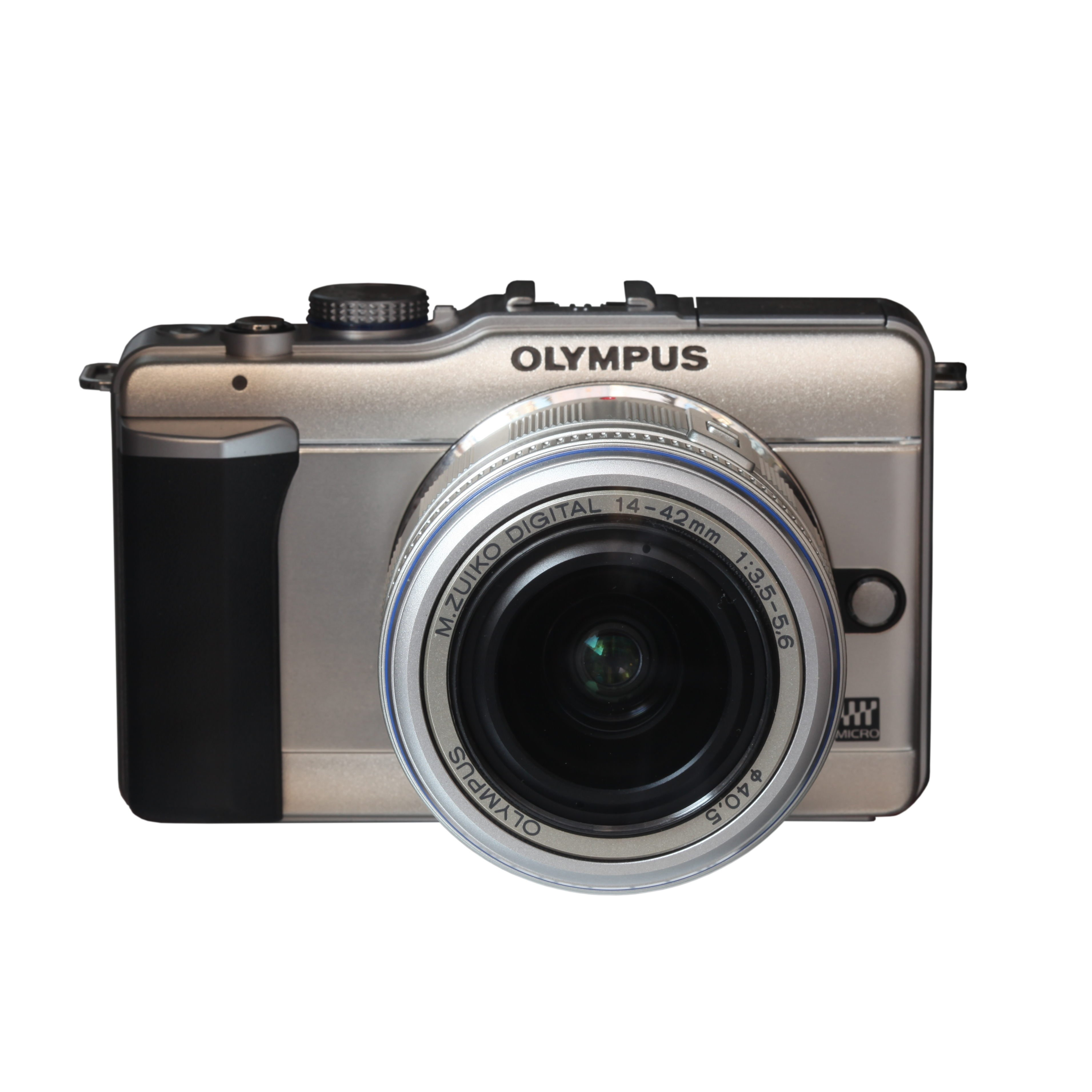
E-PL1シャンパンゴールドモデル

オリンパス PEN Lite E-PL1は、オリンパス社が製造・販売するミラーレス式一眼デジタルカメラである。マイクロフォーサーズシステムを採用している。2010年3月5日に発売された。
オリンパスとしては3機種目のマイクロフォーサーズシステムの一眼デジタルカメラで、エントリーモデルにあたる。デジタルカメラ版のペン・シリーズ第3弾であり。前2機種よりさらに小型化したペン ライト・シリーズ第1弾
姉妹機として、マイナーチェンジ版に相当するオリンパス・ペン ライト E-PL1s（OLYMPUS PEN Lite E-PL1s）もある（後述）。

## 概要
2010年2月3日に発表され、2010年3月5日に発売した。
前機種となるE-P1/E-P2では金属製であったボディを前面以外をプラスチック製とすることで軽量化とコストダウンを図り、新たにフラッシュを内蔵したにもかかわらず、E-P1/E-P2の本体重量約335gから約296gへと約40gの大幅な軽量化を実現している。また、本体サイズは幅が約6mm小さくなったが、一方、厚みが6.5mm、高さが約 2mm増している（ただし、厚みにはグリップの突出部が含まれている）。
ファインダーは内蔵しないものの、E-P2同様にアクセサリーポートを備え、外付け電子ビューファインダーVF-2が装着可能である。一方、液晶モニタのサイズが2.7型（E-P1/E-P2は3型）、ISO感度が3200まで（E-P1/E-P2は6400まで）、シャッタースピードが1/2000 秒までと、E-P1/E-P2に比べてスペックがダウンしている部分もある。
操作系は、ダイアルを廃し、ライブガイドと呼ばれる新たなインターフェースを採用している。また、アートフィルターは、ジェントルセピアがポップアート、ファンタジックフォーカス、ラフモノクローム、トイフォト、ジオラマ、ジェントルセピアの6モードで、E-P2と比較すると、デイドリーム、ライトトーン、クロスプロセスが省かれ、ジェントルセピアが追加されている。
E-P1/E-P2同様に右肩部が落ちるデザインはオリンパス・ペンシリーズを踏まえたものと考えられるが、全体のフォルムはより一般的な箱形に近い。ボディカラーは、日本国内向けには当初ホワイト、シャンパンゴールド、ブラックの3色が用意されており、グリップ部は、ホワイトモデルがベージュ、シャンパンゴールド、ブラックモデルがブラックとされている。米国では、シャンパンゴールド、ブラック、ブルーの3色、欧州ではホワイト、シャンパンゴールド、ブラック、レッドの4色展開であり、合わせると、ホワイト、シャンパンゴールド、ブラック、ブルー、レッドの5色があることになる。
セットモデルとして、標準ズームとのレンズキット、及び、標準ズーム・望遠ズームとのダブルズームキットが用意された。これらのキットの標準ズームはマウントをプラスチックとして軽量化及びコストダウンを図ったキット専用のM.ZUIKO DIGITAL ED 14-42mm F3.5-5.6Lである。また、ダブルズームキットの望遠ズームはマイクロフォーサーズ専用レンズではなく、ZUIKO DIGITAL ED 40-150mm ｆ4.0-5.6にフォーサーズアダプター MMF-2のセットとなる。レンズがセットされないボディーのみのモデルは受注生産となる。E-PL1はオリンパス・ペンとしては最軽量のモデルであるが、パンケーキレンズとのセットモデルは当初ラインナップされていなかった。しかし、「M.ZUIKO DIGITAL 17mm F2.8」と光学ビューファインダー「VF-1」を組み合わせた「OLYMPUS PEN Lite E-PL1 パンケーキキット」を2010年5月28日（金）から、計9000台で限定発売した。ちなみに、ブルー(ブルーブラック)とレッド(ルビーレッド)は日本国内ではパンケーキキットのみでの販売となる。

## 仕様
| 撮像素子            | 4/3型ハイスピードLiveMosセンサー 17.3mm×13.0mm                                                                                |
| 有効画素数          | 1230万画素 |
| レンズマウント      | マイクロフォーサーズシステム・マウント                                                                                        |
| AF方式              | ハイスピードイメージャAF |
| 測距点              | 11点 |
| 測光方式            | TTL撮像センサー測光（324分割デジタルESP測光、中央部重点平均測光、スポット測光、スポット測光 ハイライト / シャドーコントロール |
| 連続撮影            | 約3コマ/秒 |
| ISO感度             | ISO100 〜 ISO3200 |
| ホワイトバランス    | オート / プリセット 3000-7500k / CWB / ワンタッチ                                                                             |
| シャッター速度      | 60秒 〜 1/2000秒 |
| 手ぶれ補正          | 内蔵式（最大4EV） |
| ファインダー        | 内蔵なし（別売電子ビューファインダーVF-2を外付け可能）                                                                        |
| 液晶モニタ          | 2.7型ハイパークリスタル液晶・23万画素                                                                                         |
| フラッシュ          | 内蔵 |
| 記録媒体            | SD/SDHCメモリーカード |
| 電源                | 専用リチウムイオン充電池 BLS-1                                                                                                |
| 本体サイズ（W×H×D） | 114.6（W）×72.2（H）×41.5（D）mm                                                                                              |
| 質量                | 296g（本体のみ）、344g（付属バッテリーおよびメモリーカード含む）                                                              |

## PEN Lite E-PL1s
PEN Lite E-PL1sは、2010年12月4日に発売されたE-PL1の姉妹機である。E-PL1のマイナーチェンジ型となる。なお、E-PL1との併売という形である。
E-PL1からの変更点・相違点は以下のとおり。
- ボディ単体での販売はない。
- ボディカラーはブラック、ホワイト、レッドの3色のみ。
- ボディ側面の枠の色をボディと同色に変更。
- レンズキットにおける標準ズームレンズが、小型・軽量化された新型レンズであるM.ZUIKO DIGITAL 14-42mm F3.5-5.6 IIに変更された。
- レンズキットにおける望遠ズームレンズが、新型レンズであるM.ZUIKO DIGITAL 40-150mm 4.0-5.6に変更された。これにともない、ダブルズームキットに付属したフォーサーズレンズ用マウントアダプターは付属しない。
- オートフォーカスの高速化・正確性の向上。
- 動画撮影時の静音化。
- ISO感度の最高値を6400に変更。
- リチウム電池を新型のBLS-5に、充電器を同じくBCS-5に変更。